# Antonio Camacho Jimenez
Antonio Camacho Jimenez (Madrid, 1930. június 12. – 2003. július 23.) spanyol nemzetközi labdarúgó-játékvezető.

## Pályafutása

### Nemzeti játékvezetés
1967-ben lett a legfelső szintű labdarúgó-bajnokság játékvezetője. Az aktív nemzeti játékvezetéstől 1976-ban vonult vissza. Első ligás mérkőzéseinek száma: 95.

### Nemzetközi játékvezetés
A Spanyol labdarúgó-szövetség Játékvezető Bizottsága (JB) terjesztette fel nemzetközi játékvezetőnek, a Nemzetközi Labdarúgó-szövetség (FIFA) 1969-től tartotta nyilván bírói keretében. Több nemzetek közötti válogatott és klubmérkőzést vezetett. A spanyol nemzetközi játékvezetők rangsorában, a világbajnokság-Európa-bajnokság sorrendjében többedmagával a 17. helyet foglalja el 4 találkozó szolgálatával. Az aktív nemzetközi játékvezetéstől 1976-ban búcsúzott.

#### Világbajnokság
Kettő világbajnoki döntőhöz vezető úton Mexikóba a IX., az 1970-es labdarúgó-világbajnokságra és Németországba a X., az 1974-es labdarúgó-világbajnokságra a FIFA JB játékvezetőként alkalmazta.
| Időpont            | Helyszín                      | Mérkőzés típusa           | Mérkőzés                 | Eredmény | Nézők száma |
| ------------------ | ----------------------------- | ------------------------- | ------------------------ | -------- | ----------- |
| 1969. október 12.  | Municipal Stadion, Luxembourg | előselejtező (8. csoport) | Luxembourg–Lengyelország | 1 : 1    | 5 431       |
| 1972. november 19. | Központi Stadion, Agadir      | Afrikai zóna              | Marokkó–Szenegál         | 0 : 0    |             |
| 1973. október 20.  | Olimpiai Stadion, Róma        | előselejtező (2. csoport) | Olaszország–Svájc        | 2 : 0    | 62 881      |

#### Európa-bajnokság
Az európai-labdarúgó torna döntőjéhez vezető úton Jugoszláviába az V., az 1976-os labdarúgó-Európa-bajnokságra az UEFA JB játékvezetőként foglalkoztatta.
| Időpont            | Helyszín             | Mérkőzés típusa           | Mérkőzés                   | Eredmény | Nézők száma |
| ------------------ | -------------------- | ------------------------- | -------------------------- | -------- | ----------- |
| 1975. november 19. | JNA Stadion, Belgrád | előselejtező (3. csoport) | Jugoszlávia–Észak-Írország | 1 : 0    | 21 545      |